# Chilobrachys hubei
Chilobrachys hubei är en spindelart som beskrevs av Song och Zhao 1988. Chilobrachys hubei ingår i släktet Chilobrachys och familjen fågelspindlar. Inga underarter finns listade i Catalogue of Life.